# Alejandro Martínez
Alejandro Martínez Sánchez (ur. 12 sierpnia 1990 w Sewilli) – hiszpański piłkarz występujący na pozycji obrońcy w Granadzie.